# Sofía dame tiempo
Sofía dame tiempo fue una telenovela colombiana producida por Caracol Televisión y RTI Televisión para Telemundo  en 2003. es una versión de la telenovela El último beso original de Luis Felipe Salamanca y  Darío García. Esta Protagonizada por Karen Martínez, Rafael Novoa y Ana María Trujillo. 
Se estrenó el 3 de marzo de 2003.

## Sinopsis
Es la historia de Sofía Santero (Karen Martínez) y Santiago Rodríguez (Rafael Novoa). Ambos crecieron juntos en Soplaviento, un pequeño pueblo de la costa Caribe colombiana, y siempre se han amado, soñando con casarse y tener hijos. Pero el destino tenía otros planes para ellos. Camilo Manrique, hijo de Gregorio Manrique, uno de los hombres más ricos de la región, y que siempre estuvo enamorado de Sofía, aparece muerto y culpan a Santiago del asesinato. Santiago debe huir para no ser ajusticiado, justo el día de su matrimonio con Sofía, dejándola vestida frente al altar y sin tiempo para explicarle lo sucedido.
Santiago llega a Bogotá y emprende una nueva vida con la ayuda de una amiga, Francesca Sabina (Ana María Trujillo). Por su parte, Sofía, quien cree firmemente en la inocencia de Santiago, decide ir a buscarlo a Bogotá, sin saber que Santiago ha entablado una relación con Francesca, aunque él sigue amando a Sofía.

## Elenco
- Karen Martínez.... Sofía Santero
- Rafael Novoa.... Santiago Rodríguez Salazar
- Ana María Trujillo.... Francesca Sabina
- Alejandro López.... Nicolás Pardo
- Orlando Fundichely.... Antonio 'Toño' Rivas
- Ana Laverde.... Valeria Sabina
- Mayte Vilán.... Victoria Guerrero
- Salvo Basile.... Salvatore Sabina
- Marcela Gallego.... Fabiola de Neira
- Pedro Mogollón.... Santos Neira
- Katherine Vélez.... Adela Salazar viuda de Rodríguez
- Víctor Cifuentes.... Gregorio Manrique
- Carlos Hurtado.... Dairo García
- Astrid Hernández.... Marilyn Monroy
- Orlando Lamboglia.... Teodolindo 'Teo' Caro
- Cecilia Navia.... Rosa Torres
- Liliana González de la Torre.... Pilar Amaya
- Claudia Arroyave.... Juliana Rodríguez Salazar
- Saín Castro.... Aníbal Zapata
- Salvatore Cassandro.... Chancho Panza
- Ramiro Meneses.... Teniente Pinzón
- Santiago Alarcón.... Rodrigo
- Juan del Mar.... Diosdao
- Julio del Mar.... José 'Pepe' Pardo
- Rosa Garavito.... Ubaldina
- María José Martínez.... Tatiana Neira
- Toto Vega.... Sargento Díaz
- Rolando Tarajano.... Camilo Manrique
- Rodrigo Candamil.... Manuel Manrique
- Valerie Bertagnini.... Nadia Pili